# Computer Entertainment Supplier's Association
Computer Entertainment Supplier's Association (CESA) es una organización japonesa que se estableció en 1996 para «promover la industria del entretenimiento informático [...] con el objetivo de contribuir al fortalecimiento de la industria japonesa así como a un mayor enriquecimiento de estilos de vida de las personas».  Organiza el Tokyo Game Show y los Japan Game Awards anuales.
CESA tiene su sede en Tokio. Su actual presidente (a partir de 2015) de CESA es Hideki Okamura, presidente de Sega Holdings.
La Computer Entertainment Rating Organization (CERO), una agencia de calificación, se estableció en 2002 como una rama de CESA.